# Joaquín Boghossian
Joaquín Antonio Boghossian Lorenzo, noto semplicemente come Joaquín Boghossian (Montevideo, 19 giugno 1987), è un allenatore di calcio ed ex calciatore uruguaiano, di ruolo attaccante, tecnico dell'Uruguay Montevideo.

## Carriera

### Club
Inizia la sua carriera in patria nel 2005 con la maglia del Cerro, con cui debutta in Prima Divisione.
Nel 2009, quattro anni dopo, dopo una breve parentesi nel Progreso ed il successivo ritorno nel Cerro, si trasferisce in Argentina, dove si accasa al Newell's Old Boys.
Nel Campionato Uruguaiano ha segnato 23 gol in 55 partite, aiutando il Cerro a qualificarsi per la Copa Libertadores.
Nell'Apertura 2009 in Argentina, ha segnato 11 gol in 18 partite, diventando il capocannoniere del Newell's e uno dei migliori attaccanti del campionato. 
Grazie ai suoi gol il Newell's ha potuto lottare testa a testa con il Banfield per il Torneo Apertura, perso solamente all'ultima giornata a causa di una sconfitta (0-2) subita in casa dal San Lorenzo.
Al termine della Clausura 2009, il bottino di Boghossian sarà di 18 reti in 34 presenze.
Il 23 luglio 2010 si trasferisce al Salisburgo firmando un contratto quadriennale. Dopo una stagione con 18 presenze e una rete, nel 2011 torna in prestito al Club Nacional de Football.

### Nazionale
Boghossian ha indossato per la prima volta la maglia della nazionale uruguaiana Under-20 nel 2007.

## Palmarès
- Liguilla Pre-Libertadores de América: 1

Cerro: 2008-2009